# Гусево (Шегарський район)
Гу́сево (рос. Гусево) — село у складі Шегарського району Томської області, Росія. Входить до складу Північного сільського поселення.

## Населення
Населення — 521 особа (2010; 580 у 2002).
Національний склад (станом на 2002 рік):
- росіяни — 95 %